# Vote pondéré
 (mai 2012).
Si vous disposez d'ouvrages ou d'articles de référence ou si vous connaissez des sites web de qualité traitant du thème abordé ici, merci de compléter l'article en donnant les références utiles à sa vérifiabilité et en les liant à la section « Notes et références ».
Les systèmes de votes pondérés sont des systèmes de décision collective utilisables en particulier  pour des élections dans certains systèmes de vote.
Le principe consiste, lors d'une élection pour une personne ou une idée, à donner un « poids », soit à chaque candidat, soit à celui pour (ou contre) lequel on vote, au lieu de voter systématiquement en positif pour un seul. Lorsque l'électeur peut donner n'importe quel poids  (dans l'échelle considérée) à n'importe quel candidat, on parle de vote par évaluation, ou vote par valeurs.
L'avantage de la pondération est une prise en compte plus complète de la volonté de l'électeur, qui peut :
- exprimer sa désapprobation autant que son approbation
- éventuellement répartir son vote entre plusieurs candidats si besoin

## Méthodes
Le choix de l'échelle de notes possibles n'est pas neutre, et il convient en particulier de distinguer les effets de son étendue, plus ou moins grande, et la présence, ou non, de notes négatives.

### Pondération ternaire
C'est la plus facile à mettre en œuvre, même si ce n'est pas la plus fine, des méthodes de pondération - et cela pour les scrutateurs comme pour l'électeur. En particulier, son temps de dépouillement reste le même que celui d'un vote classique.
Elle consiste à permettre à l'électeur, s'il ne trouve pas de proposition (personne ou liste) qui lui convienne, de pouvoir dire faute de mieux quelle est la proposition dont il veut le moins (« Il n'y a pas de proposition qui me convienne, mais je sais en revanche celle dont je ne veux en aucun cas »).
Ce vote négatif (vote noir par analogie avec le vote blanc) est alors compté comme -1 (« moins 1 ») pour un candidat, là où un vote normal compterait +1, et un bulletin blanc 0, d'où le qualificatif de ternaire.
Ce système doit déterminer ce qu'on fait d'un candidat recevant un nombre de voix négatif. Une possibilité serait de lui imposer une interdiction de se représenter pendant une certaine durée, puisqu'il est ainsi rejeté avec une certaine virulence. Ce type de vote est présenté par ceux qui le défendent[réf. nécessaire] comme une soupape de sécurité contre les démagogues.
Il neutralise grandement l'effet de notoriété. Sans vote négatif, avoir un nom connu d'un plus grand nombre de personnes ne peut se traduire que par un résultat positif (puisque les votes de rejet ne peuvent s'exprimer tandis que ceux d'acceptation le peuvent; un candidat a donc intérêt à se faire connaître par tous les moyens, la plus grande couverture médiatique ne lui apportant que des avantages et jamais d'inconvénient). Cette prime à la notoriété peut fort bien motiver des aînés à empêcher leurs cadets plus brillants d'avoir un accès aux médias, ce qui constitue un effet pervers, n'allant pas dans le sens de la « carrière ouverte aux talents ». Tel n'est plus le cas dès lors que le « vote noir » est instauré.
Dans des cercles comme le Jockey Club ou le Rotary Club, le système de la boule noire a été adopté à une époque. Deux boules noires pouvant suffire pour disqualifier un impétrant, le « poids » du vote noir ne peut plus alors être considéré comme -1. Il s'agit d'un vote à pondération asymétrique (au Jockey-Club, chaque boule noire annule à elle seule six votes positifs).
L'Académie française autorise à exprimer une désapprobation symbolique de tous les candidats en lice pour un fauteuil par un bulletin marqué d'une croix. La séance du 31 mai 2007 élisant Max Gallo comportait quatre tels bulletins (contre trois bulletins blancs).

### Laméthode Borda
La pondération se fait à partir du classement, par l'électeur, de tous les candidats. S'il y a n candidats, on compte n-1 points pour le candidat classé premier par l'électeur, n-2 points pour le candidat classé deuxième, etc. jusqu'à 0 point pour le candidat classé dernier. On regarde ensuite le total des points recus par chaque candidat, et on élit celui qui en recu le plus.

### Pondération par capital de points (vote cumulatif)
Dans une association, vous avez 3 idées que vous voulez départager en les présentant aux six membres de votre association.
Chacun des 6 membres se voit attribuer 3 points qu'il répartit entre les trois idées.
Les membres votent ainsi :
| Membre  | A | B | C | D | E | F | Résultat | classement |
| ------- | - | - | - | - | - | - | -------- | ---------- |
| Choix 1 | 3 | 0 | 1 | 1 | 2 | 0 | 7        | 1          |
| Choix 2 | 0 | 0 | 2 | 1 | 1 | 1 | 5        | 3          |
| Choix 3 | 0 | 3 | 0 | 1 | 0 | 2 | 6        | 2          |

La somme de chaque colonne doit, bien sûr, faire 3.
L'idée retenue sera celle ayant le plus de point.
Lorsque cette méthode est utilisée pour élire plus d'un candidat, on parle plutôt de vote cumulatif.

### Pondération financière
Exemple : Soit une entreprise démocratique dont les employés doivent choisir le président.
Il y a 3 candidats qui ne peuvent pas voter, et il y a 6 employés.
Chaque employé peut pondérer + ou − 100 € sur le choix du président.
S'il aime bien un candidat, il acceptera de gagner moins d'argent (−). Si en revanche, il n'aime pas un candidat, il est prêt à supporter le président mal-aimé à condition de gagner plus d'argent (+) .
| Employé             | A   | B    | C    | D    | E   | F    | Résultat | classement |
| ------------------- | --- | ---- | ---- | ---- | --- | ---- | -------- | ---------- |
| Candidat Pierre     | 100 | 75   | −100 | 0    | −70 | 0    | 5        | 2          |
| Candidat Paul       | −50 | 25   | 50   | 100  | −30 | 100  | 195      | 3          |
| Candidat Jacqueline | −50 | −100 | 50   | −100 | 100 | −100 | −200     | 1          |

Bien sûr, la somme des colonnes doit être égale à 0, et la somme attribuée doit rester entre 100 et -100
La candidate élue est Jacqueline puisque c'est elle qui coûte le moins cher à l'entreprise.
Là où le système est très fort, c'est qu'en fait, les salariés qui ont voté pour Jacqueline ne vont pas perdre tout leur argent. Il est réparti en fonction des personnes : ceux qui ne voulaient pas de Jacqueline gagnent bien sûr ce qu'ils avaient décidé de gagner, mais les quatre autres, qui ont voté pour elle, ont 200 euros à se partager.
| Employé | A   | B    | C  | D    | E   | F    |
| ------- | --- | ---- | -- | ---- | --- | ---- |
| Vote    | −50 | −100 | 50 | −100 | 100 | −100 |
| Salaire | 0   | −50  | 50 | −50  | 100 | −50  |

Voilà donc un système qui peut satisfaire tout le monde : ceux qui étaient prêts à perdre beaucoup perdent moins, et ceux qui voulaient gagner davantage ont ce qu'ils veulent.
Ce procédé est parfois utilisé par des notaires lors des successions délicates.

## Objectif
L'objectif principal des systèmes pondérés est d'améliorer la sérénité des votes. Le fait de s'exprimer sur chaque choix, ou candidat, est la seule possibilité qui permet cela. De plus, le fait de s'intéresser à tous les choix permet d'avoir une plus grande maturité puisqu'il faut connaître plus ou moins tous les candidats.[réf. nécessaire]
Le vote permet à l'électeur d'exprimer ses choix comme dans la vie quotidienne, où il peut, vis-à-vis d'un choix, l'accepter ou l'évaluer. Le système de scrutin uninominal majoritaire à deux tours ne permet par exemple que de choisir un seul élément alors que naturellement on a envie de donner son avis sur plusieurs possibilités. Dans le cadre d'un vote pondéré, la course à la notoriété des candidats devrait se faire de manière suffisamment positive pour qu'une majorité de gens les classe bien (cela peut être considéré comme un barrage à la démagogie, ou au contraire comme une prime à la démagogie si on la considère comme une disposition à ne pas déplaire aux électeurs).
La pondération permet à un candidat détesté de se voir exclu par une majorité de gens alors qu'un pourcentage non négligeable l'adore ! 
L'effet de ces systèmes est aussi[réf. nécessaire] d'obtenir des débats plus prudents : un candidat qui se risquerait à trop déplaire se verrait mal classé par beaucoup d'électeurs et ses partisans ne suffiraient pas à le faire élire. Ce système électoral favorisant donc les candidats les moins impopulaires, il a pu être accusé de former un nivellement par le bas et de ne pas favoriser les plus audacieux. Il peut ainsi jouer un rôle de stabilisateur, mais aussi empêcher de grands changements.

## Utilisation
Les systèmes de votes pondérés sont parfois utilisés dans des cercles privés (famille, associations). Les votes négatifs sont par exemple utilisés dans certains forums usenet du groupe fr, où ils portent le nom de « vote noir ».
En France, ils n'ont pour l'instant pas été utilisés lors d'élections politiques, excepté au niveau municipal, lorsqu'il était possible de barrer des noms sur des listes (encore dans ce cas-là comptait-il un 0 pour le candidat rayé et non un point négatif). Cette possibilité existe toujours en 2004 pour les villes de moins de 3 500 habitants, et se complète parfois de « panachage », c'est-à-dire remplacement d'un nom éliminé par un nom d'une autre liste. Depuis 2010, ce maximum est tombé à 1000 habitants.
Dans la Grèce antique, la pratique de l'ostracisme constituait une forme de vote négatif, dans la mesure où l'on demandait au peuple de juger directement un homme politique, en lui demandant si l'on pensait qu'il était bon pour Athènes de l'exclure. Dans le système retenu, une minorité pouvait exclure un homme politique. Cette pratique fut abandonnée au moment de la guerre du Péloponnèse.

## Critiques
Ce système de vote, vanté par certains, est considéré par d'autres[Qui ?] comme incompatible avec le principe républicain d'égalité vis-à-vis du droit de vote. En effet, contrairement au système de vote binaire actuellement en vigueur en France où chaque citoyen ne possède qu'une seule voix à distribuer, le système de vote pondéré offre la possibilité à l'électeur de voter en défaveur du candidat ayant le plus de chances de remporter l'élection face à son candidat préféré. Ainsi, pour un système de parti binaire gauche/droite, l'électeur votant +100 pour son candidat et -100 pour le candidat du camp adverse, quitte à donner plus de points à un "petit" candidat, aura bien plus de poids dans l'élection qu'un électeur votant +100 pour son candidat et 0 pour celui de l'opposition.